# HSUPA
Аналогично HSDPA, технология высокоскоростной пакетной передачи данных в направлении «от абонента» (англ. High-Speed Uplink Packet Access, HSUPA) представляет собой стандарт мобильной связи, позволяющий ускорить передачу данных от W-CDMA устройств конечного пользователя до базовой станции за счёт применения более совершенных методов модуляции.
Теоретически стандарт HSUPA рассчитан на максимальную скорость передачи данных от абонента до 5,76 Мбит/с, позволяя, таким образом, использовать приложения третьего поколения, требующие обработки огромных потоков данных от мобильного устройства к базовой станции, например, видеоконференцсвязь.